# Thief: The Dark Project
A Thief: The Dark Project a világ első lopakodáson alapuló elsőszemélyes akciójátéka, egyben az első része a Thief-sorozatnak. A játékot a Looking Glass Studios fejlesztette és az Eidos adta ki 1998 késő őszén. A játék főhőse Garrett, a mestertolvaj, aki egy kitalált városban él, ahol ötvödőzik a középkori világ, a steampunk és a misztikum. Ellentétben az akkori FPS-ekkel, ebben a játékban egyáltalán nem kötelező minden egyes utunkba kerülő ellenséget megölni, sőt az a legelőnyösebb, ha elrejtőzünk előlük. A Thief-et jól fogadta a kritika és a Looking Glass egyik legsikeresebb játékává vált.

## Játékmenet
A Thief alapvetően egy elsőszemélyű akciójáték nézőpontjából mutatja az eseményeket. A kijelzősor is az FPS-ekhez hasonlóan működik, kiegészülve egy gyémántszerű mutatóval. Amikor a gyémánt teljesen sötét, Garrett gyakorlatilag láthatatlan, és el tud rejtőzni ellenfelei elől vagy lesből rájuk támadhat. A láthatóságot a mozgás vagy akár egy bizonyos fegyver elővétele is befolyásolhatja.
A játék lényege, hogy előre megadott küldetések során ellopjunk egy bizonyos tárgyat valahonnét vagy segítsünk valakinek megszökni, méghozzá úgy, hogy lehetőség szerint a legkisebb feltűnést keltsük. Garrett nem bír jó fizikummal, ezért kerülnünk is kell a harcot, amennyiben ez lehetséges. Amennyiben mégis rászorulnánk, néhány fegyver a segítségünkre lesz: egy kard, egy ólmosbot, illetve egy íj, amelyhez többféle nyílvesszőt tudunk szerezni.
A játék küldetésekre tagozódik. Ahhoz, hogy teljesíthessünk egy pályát, előbb végre kell hajtanunk a küldetést, amit a pálya legelején kapunk meg. Extra feladatokat különböző nehézségi szinteken vehetünk fel, ráadásul ha nehezebb szinteken játszunk, akkor alapvető elvárás, hogy ne öljünk meg egyetlen embert sem. Ezek teljesítéséhez a pályák elején rövid animáció nyújt segítséget, melyekben Garrett felvázolja az előttünk álló küldetést. Ha a körülmények megváltoznak, a küldetések is módosulhatnak: eltűnhetnek vagy újak jöhetnek létre. Minden pálya előtt lehetőségünk lesz bevásárolni. Erre anyagi fedezetet az előző pályákon összelopkodott aranyból tudunk előteremteni. Minden pálya végén statisztikát is megtekinthetünk teljesítményünkről.

## Környezet
A Thief egy steampunk környezetbe ágyazott játék: a középkor és az ipari forradalom kora keveredik némi misztikus mágiával egy hatalmas városban, amely egyszerűen a Város nevet viseli. Az őrök páncélt viselnek, kardokkal és nyilakkal vannak felszerelkezve, de már az utcák és egyes házak nemcsak fáklyákkal, hanem elektromossággal is ki vannak világítva, valamint ismerik a gőzgépeket is. A négy őselem (föld, víz, levegő, tűz) különféle kristályokba vannak zárva és felhasználhatóak. A karakterek óangol akcentussal beszélnek. Az állatvilágban is találunk fantasztikus lényeket, nem is beszélve az élőhalottakról és a szellemekről.
A játék történetét a pályákon elszórva található tekercsekből, Garrett megjegyzéseiből és az átvezető videókból ismerhetjük meg. Ezek alapján derül ki, hogy a cselekmény három szekta körül forog:
- Őrzők: ők nevelték fel Garrettet. Egy titkos társaság tagjai, akik az egyensúlyt védik a világban, és rengeteg ősi tudás birtokosai. Ha úgy érzik, a világ veszélyben van, ahogy azt az ősi próféciák is megjövendölték, Garretthez fordulnak segítségért, mert úgy hiszik, tehetsége nem véletlen. Az Őrzők nem jelennek meg a játékban, csak átvezető videókban láthatjuk őket.
- Kalapácsosok: félkatonai vallási szekta, akik a Város építésében is kiveszik a részüket. Istenükként az Építőt imádják, aki kiemelte az embert a primitív létből. Jelképük a kalapács, mely mindenütt megtalálható, ahol járnak. Választékos, óangol nyelvezettel beszélnek.
- Pogányok: a Városon kívül élő primitív vademberek, jellegzetes akcentussal beszélnek. Egy Fenevad nevű istenhez imádkoznak, rejtve élnek, összhangban a természettel. Ki nem állhatják a Kalapácsosokat és mindent, amit a Város képvisel.

## Történet
|  | Alább a cselekmény részletei következnek! |

Garrett, a fiatal zsebtolvaj árvaházban nevelkedett. Egyik este egy fura alakot próbált meg kirabolni, aki azonban rajtakapta őt. Az illető egy Őrző volt, aki látta Garrett különleges képességeit. Magával vitte a fiút a közösségükbe, ahol hosszú ideig nevelkedett. Ám felnővén otthagyta őket, hogy a tanult tudást mások rovására hasznosítsa, mint mestertolvaj. Betör nemes emberekhez, jó pénzért kiszabadít embereket a börtönből, vagy éppen élőhalottaktól nyüzsgő kriptából hoz fel értékes kincseket. Tehetsége felkelti Viktória, egy rejtélyes nő figyelmét. Megkéri őt, hogy hozza el neki egy idős nemes, Konstantin házából a kedvenc kardját. Mikor teljesíti a küldetést, kiderül, hogy Viktória és Konstantin szövetségesek, és a lopás egy teszt volt, mielőtt egy fontosabb dologra szeretnék megkérni a tolvajt. Egy rejtélyes ékkövet, a Szemet kell ellopnia, busás fizetségért.
A Szem a város ötven éve lezárt felében, egy elhagyott Kalapácsos katedrálisban található. A városrészben tisztázatlan körülmények között egy furcsa járvány tört ki, s ezért elzárták a külvilágtól egy nagy fallal, melynek túloldalán hemzsegnek a kísértetek és az élőholtak. Mikor Garrett eljut az épülethez, kénytelen szembesülni azzal, hogy az Őrzők rúnákkal pecsételték le a bejáratot, nehogy bárki is bemehessen. A rúnákat a megfelelő talizmánok birtokában lehet aktiválni. Két talizmán a Város alatt található Elveszett Városban van elrejtve, melyet még egy ősi civilizáció emelt évezredekkel ezelőtt. A másik kettőt pedig a Kalapácsosok őrzik (a Thief Gold verzióban két-két talizmán más helyekre kerül).Miután a talizmánok segítségével bejutott és átverekedte magát a kísértetjárta katedrálison, sikeresen megkaparintja a Szemet és kerülőúton szökik meg.
Amikor Garrett a fizetségéért megy Konstantinhoz, rádöbben, hogy átverték. Az ősi írások mégsem hazudtak: Konstantin igazából maga az emberi alakot öltött Fenevad nevű pogány istenség, Viktória pedig a segédje. A Szemre saját ördögi céljaik értekében volt szükségük: a világot újra az ősidőkbeli primitív állapotba akarják visszaállítani. Mivel a Szemnek szüksége van egy igazira is, hogy működjön, kitépik Garrett egyik szemét, majd hagyják őt meghalni. Az összekötözött Garrettet két Őrző találja meg, akik kiszabadítják. Miután sikeresen kiszökött Konstantin házából, úgy dönt, segítséget kér a Kalapácsosoktól, csakhogy közben őket is megtámadták. A két ellenség összefog, a Kalapácsosok adnak Garrettnek egy hamis Szemet, majd megadják a Fenevad lehetséges rejtekhelyének koordinátáit. A rejtek mélyén a Fenevad éppen a rituálé végrehajtásába kezd bele, ám Garrett kicseréli a Szemet az ál-Szemre, minek következtében a Fenevad elpusztul.
A világ látszólag helyreáll, Garrett pedig mechanikus szemet kap a régi helyett. A maga cinikus modorában kijelenti, hogy egyszer és mindenkorra befejezte az Őrzőkkel való kapcsolatát. Szerintük azonban útjaik még keresztezik egymást, hiszen a próféciákban meg van jósolva: a Fenevad halálával eljön a fémkorszak.

## Felszerelés
A játék alapvetően nem egy akciójáték, mégis számos fegyvert találhatunk benne. Ezek nem feltétlenül gyilkolásra használhatók.
- Kard: később Konstantin kardja, párbajozásra is alkalmas, de egy mozdulattal óvatlanul hátulról is lecsaphatóak vele az emberek. Bár a játék során megváltozik a neve, ez az erejére egyáltalán nincs hatással.
- Ólmosbot: az ellenfelek hátulról való leütésére használható.
- Íj: a leggyakrabban használt fegyver, különféle nyilakkal.
  - Hegyes nyílvessző: gyilkolásra használható, ha nagy távolságból akarunk lelőni valakit. Ha fába lőjük, visszaszerezhetjük.
  - Vizes nyílvessző: rendkívül praktikus. Eloltja a fáklyákat, elmossa a vérfoltokat, de megszentelve az élőhalottak ellen is kiváló.
  - Tüzes nyílvessző: kilövés után egyenes pályán repül, a célban robban. Élőhalottak megölésére vagy robbantásra kitűnő, de fáklyát is lehet vele gyújtani.
  - Gáz nyílvessző: kilövés után egyenes pályán repül, becsapódva altatógázt bocsát ki.
  - Moha nyílvessző: hangos felületekre lőve mohaszőnyeget képez, mely elnyeli a lépések zaját.
  - Kötél nyílvessző: fába lőve megtapad és kötelet bocsát ki magából. Használat után újra felvehető.
  - Zajkeltő nyílvessző: kilövése után csörgő hangot ad ki, mely elvonja az ellenfelek figyelmét.

Ezen kívül eszközként használhatunk villanóbombát, mely átmenetileg elvakítja az ellenfeleket (vagy felrobbantja az élőholtakat), szenteltvizet a zombik ellen, tányéraknákat, illetve kétféle tolvajkulcs is rendelkezésünkre áll a zárt ajtók kinyitása érdekében.

## Fejlesztés
A játékot 1996 áprilisában kezdték el készíteni. A tervező és író Ken Levine az alapötletet a Wolfenstein 3D és a Diablo alapján találta ki, ennek megfelelően eleinte akció-szerepjátékban gondolkodtak. A kezdeti ötletek egyike volt a "Better Red Than Undead", amely kommunista zombikkal történő kardcsatákat mutatott volna be egy ötvenes évekbeli környezetben. A kardozást fontos elemnek tartották, ezért a történetbe ezt úgy illesztették be, hogy azért használnak kardokat, mert a lőszer mit sem ér ellenük. Az ötletet végül ostobaságnak tartották és felhagytak vele.
Második nekifutásra találták ki a Dark Camelot koncepcióját, amely szintén a kardforgatást körül zajlott volna. Ebben az Artúr-korabeli játékban Mordred egy meg nem értett hős, Artúr király egy zsarnok, Merlin pedig egy pszichopata lett volna; Morgan le Fay Mordred tanácsadója, Ginevra pedig egy leszbikus, aki elárulta volna Lancelotot, hogy segítsen Mordrednek betörni Camelotba, hogy elemelhesse a Szent Grált. Ez a játék akció-szerepjáték lett volna, kalandelemekkel. Mikor elkezdték a fejlesztését, Warren Spector is csatlakozott a csapathoz, mint producer. A játék fejlesztésének iránya csak menet közben állt össze, amikor rájöttek, hogy a lopakodásos részekre helyezve a hangsúlyt sokkal izgalmasabb játékmenetet kreálhatnak.
Ennek megfelelően a játékot újra áttervezték, és már mint „The Dark Project” folytatták, jelentős részben építve a lopakodásra és a lopásra. Az első képsorok 1997 áprilisában jelentek meg belőle, és 1997 végére tervezték a megjelenést, amelyet aztán nem tudtak tartani. A tervezett többjátékos módot ki is vágták. Ennek okai a Looking Glass átmeneti pénzügyi nehézsége volt, mely miatt a fejlesztők egy része, köztük Warren Spector és Ken Levine is, átmentek az Ion Storm-ba a Deus Ex-et fejleszteni. Spector a Thief-ben történő részvételét minimálisnak nevezte. Az átszervezések rossz hatással voltak a fejlesztőcsapatra, akik így újra egy teljesen más irányba kezdték el vinni a cselekményt. A vezető programozó Tom Leonard lett, akinek számos dolgot át kellett terveznie: a csapnivalóan működő útkereső rutint, a túlbonyolított tárgytároló rendszert, és a küldetések egymásra épülését. Így lett a játék egy elsőszemélyű nézetű lopakodós akciójáték, lineáris történetmenettel, de jól kidolgozott sztorival. 1998 áprilisában a játékot átnevezték „Thief: The Dark Project”-re. Számos játékelem-ötletet elvetettek, például a falakon és a plafonon való mászás képességét, vagy a láthatatlanná tevő illetve lekicsinyítő varázsitalokét.A mesterséges intelligencia ekkor még mindig nem volt az igazi, de mivel az Eidos kezdett szkeptikus lenni a játékkal kapcsolatban, ezért gyorsan összedobtak egy prezentációs demót. Az igazi tesztelési fázis és a hibák kiiktatása csak ezután kezdődhetett. Két és fél évnyi fejlesztés után, 3 millió dolláros költségvetéssel végül 1998 novemberére elkészült a program.

## Thief Gold
1999-ben jött az alapjáték feljavított változata, új küldetésekkel és számtalan hibajavítással. Emellett néhány régi pálya is kibővült. A CD-n Thief asztaltéma, pályaszerkesztő, Thief 2 Making Of-videó is volt, valamint egy bónuszküldetés, mely bakiparádénak készült.

## Folytatások
A játéknak két folytatása készült. A Thief II: The Metal Age 2000-ben jelent meg, hasonló grafikával és játékmenettel, mint az első rész, immár két CD-n. A Looking Glass csődje után az Ion Storm készítette el, részben az eredeti fejlesztőkkel és az eredeti sztorit felhasználva a harmadik részt, a Thief: Deadly Shadows-t 2004-ben. A negyedik rész 2014-ben jelent meg, és egyszerűen csak a Thief névre hallgat.